# قهرمانی هندبال مردان آسیا ۲۰۱۶
قهرمانی هندبال مردان آسیا ۲۰۱۶ هفدهمین دوره مسابقات قهرمانی هندبال مردان آسیا بود. این مسابقات در شهرک عیسی واقع در شهر منامه پایتخت بحرین برگزار شد. این مسابقات در تاریخ ۲۵ دی آغاز شد و در تاریخ ۸ بهمن ۱۳۹۴ به پایان رسید.
چهار تیم برتر این مسابقات جواز حضور در مسابقات قهرمانی هندبال مردان جهان ۲۰۱۷ واقع در کشور فرانسه را به دست آوردند.

## قرعه‌کشی
| Group A                                        | Group B                                                         |
| ---------------------------------------------- | --------------------------------------------------------------- |
| قطر · کرهٔ جنوبی · عمان · ژاپن · سوریه · ماکائو | ایران · امارات متحدهٔ عربی · عربستان سعودی · چین · لبنان · بحرین |

## دور اول

### گروه A
| رده | تیم       | بازی | ب | م | با | گ‌ز  | گ‌خ  | ت‌گ  | امتیاز | صلاحیت                           |
| --- | --------- | ---- | - | - | -- | --- | --- | --- | ------ | -------------------------------- |
| ۱   | قطر       | ۴    | ۴ | ۰ | ۰  | ۱۳۶ | ۷۶  | ۶۰+ | ۸      | صعود به مرحله نیمه نهایی         |
| ۲   | ژاپن      | ۴    | ۳ | ۰ | ۱  | ۱۰۸ | ۹۳  | ۱۵+ | ۶      | صعود به مرحله نیمه نهایی         |
| ۳   | کرهٔ جنوبی | ۴    | ۲ | ۰ | ۲  | ۱۰۹ | ۱۱۱ | ۲–  | ۴      | مرحله نیمه نهایی رده بندی ۵-۸ام  |
| ۴   | عمان      | ۴    | ۱ | ۰ | ۳  | ۹۶  | ۱۱۳ | ۱۷- | ۲      | مرحله نیمه نهایی رده بندی ۵-۸ام  |
| ۵   | سوریه     | ۴    | ۰ | ۰ | ۴  | ۶۹  | ۱۲۵ | ۴۶- | ۰      | مرحله نیمه نهایی رده بندی ۹-۱۱ام |
| ۶   | ماکائو    | ۰    | ۰ | ۰ | ۰  | ۰   | ۰   | ۰   | ۰      | کناره گیری کرد                   |

| ۲۶ دی ۱۳۹۴ ۱۶:۰۰ | ژاپن    | ۳۱–۲۵ | کرهٔ جنوبی | سالن شهر ورزشی خلیفه, شهرک عیسی |
| ۲۶ دی ۱۳۹۴ ۱۶:۰۰ | (۱۴–۱۰) |       |           | سالن شهر ورزشی خلیفه, شهرک عیسی |
| ۲۶ دی ۱۳۹۴ ۱۶:۰۰ |         |       |           | سالن شهر ورزشی خلیفه, شهرک عیسی |

| ۲۶ دی ۱۳۹۴ ۱۸:۰۰ | عمان   | ۱۹–۳۷ | قطر | سالن شهر ورزشی خلیفه, شهرک عیسی |
| ۲۶ دی ۱۳۹۴ ۱۸:۰۰ | (۸–۱۹) |       |     | سالن شهر ورزشی خلیفه, شهرک عیسی |
| ۲۶ دی ۱۳۹۴ ۱۸:۰۰ |        |       |     | سالن شهر ورزشی خلیفه, شهرک عیسی |

| ۲۸ دی ۱۳۹۴ ۱۶:۰۰ | کرهٔ جنوبی | ۲۳–۲۲ | عمان | سالن شهر ورزشی خلیفه, شهرک عیسی |
| ۲۸ دی ۱۳۹۴ ۱۶:۰۰ | (۱۱–۱۲)   |       |      | سالن شهر ورزشی خلیفه, شهرک عیسی |
| ۲۸ دی ۱۳۹۴ ۱۶:۰۰ |           |       |      | سالن شهر ورزشی خلیفه, شهرک عیسی |

| ۲۸ دی ۱۳۹۴ ۱۸:۰۰ | سوریه  | ۱۰–۳۲ | قطر | سالن شهر ورزشی خلیفه, شهرک عیسی |
| ۲۸ دی ۱۳۹۴ ۱۸:۰۰ | (۶–۱۸) |       |     | سالن شهر ورزشی خلیفه, شهرک عیسی |
| ۲۸ دی ۱۳۹۴ ۱۸:۰۰ |        |       |     | سالن شهر ورزشی خلیفه, شهرک عیسی |

| ۳۰ دی ۱۳۹۴ ۱۶:۰۰ | قطر     | ۲۹–۲۴ | ژاپن | سالن شهر ورزشی خلیفه, شهرک عیسی |
| ۳۰ دی ۱۳۹۴ ۱۶:۰۰ | (۱۵–۱۲) |       |      | سالن شهر ورزشی خلیفه, شهرک عیسی |
| ۳۰ دی ۱۳۹۴ ۱۶:۰۰ |         |       |      | سالن شهر ورزشی خلیفه, شهرک عیسی |

| ۳۰ دی ۱۳۹۴ ۱۸:۰۰ | عمان    | ۳۱–۲۴ | سوریه | سالن شهر ورزشی خلیفه, شهرک عیسی |
| ۳۰ دی ۱۳۹۴ ۱۸:۰۰ | (۱۵–۱۱) |       |       | سالن شهر ورزشی خلیفه, شهرک عیسی |
| ۳۰ دی ۱۳۹۴ ۱۸:۰۰ |         |       |       | سالن شهر ورزشی خلیفه, شهرک عیسی |

| ۲ بهمن ۱۳۹۴ ۱۶:۰۰ | عمان    | ۲۴–۲۹ | ژاپن | سالن شهر ورزشی خلیفه, شهرک عیسی |
| ۲ بهمن ۱۳۹۴ ۱۶:۰۰ | (۱۱–۱۶) |       |      | سالن شهر ورزشی خلیفه, شهرک عیسی |
| ۲ بهمن ۱۳۹۴ ۱۶:۰۰ |         |       |      | سالن شهر ورزشی خلیفه, شهرک عیسی |

| ۲ بهمن ۱۳۹۴ ۱۸:۰۰ | کرهٔ جنوبی | ۳۸–۲۰ | سوریه | سالن شهر ورزشی خلیفه, شهرک عیسی |
| ۲ بهمن ۱۳۹۴ ۱۸:۰۰ | (۱۹–۵)    |       |       | سالن شهر ورزشی خلیفه, شهرک عیسی |
| ۲ بهمن ۱۳۹۴ ۱۸:۰۰ |           |       |       | سالن شهر ورزشی خلیفه, شهرک عیسی |

| ۴ بهمن ۱۳۹۴ ۱۶:۰۰ | ژاپن   | ۲۴–۱۵ | سوریه | سالن شهر ورزشی خلیفه, شهرک عیسی |
| ۴ بهمن ۱۳۹۴ ۱۶:۰۰ | (۱۱–۶) |       |       | سالن شهر ورزشی خلیفه, شهرک عیسی |
| ۴ بهمن ۱۳۹۴ ۱۶:۰۰ |        |       |       | سالن شهر ورزشی خلیفه, شهرک عیسی |

| ۴ بهمن ۱۳۹۴ ۱۸:۰۰ | قطر     | ۳۸–۲۳ | کرهٔ جنوبی | سالن شهر ورزشی خلیفه, شهرک عیسی |
| ۴ بهمن ۱۳۹۴ ۱۸:۰۰ | (۱۹–۱۳) |       |           | سالن شهر ورزشی خلیفه, شهرک عیسی |
| ۴ بهمن ۱۳۹۴ ۱۸:۰۰ |         |       |           | سالن شهر ورزشی خلیفه, شهرک عیسی |

### گروه B
| رده | تیم               | بازی | ب | م | با | گ‌ز  | گ‌خ  | ت‌گ  | امتیاز | صلاحیت                          |
| --- | ----------------- | ---- | - | - | -- | --- | --- | --- | ------ | ------------------------------- |
| ۱   | بحرین             | ۵    | ۵ | ۰ | ۰  | ۱۶۲ | ۱۰۲ | ۶۰+ | ۱۰     | صعود به مرحله نیمه نهایی        |
| ۲   | عربستان سعودی     | ۵    | ۳ | ۱ | ۱  | ۱۳۳ | ۹۶  | ۳۷+ | ۷      | صعود به مرحله نیمه نهایی        |
| ۳   | ایران             | ۵    | ۳ | ۰ | ۲  | ۱۳۸ | ۱۲۹ | ۹+  | ۶      | مرحله نیمه نهایی رده‌بندی ۵–۸ام  |
| ۴   | امارات متحدهٔ عربی | ۵    | ۲ | ۱ | ۲  | ۱۲۳ | ۱۱۹ | ۴+  | ۵      | مرحله نیمه نهایی رده‌بندی ۵–۸ام  |
| ۵   | لبنان             | ۵    | ۱ | ۰ | ۴  | ۱۱۰ | ۱۵۹ | ۴۹- | ۲      | مرحله نیمه نهایی رده‌بندی ۹–۱۱ام |
| ۶   | چین               | ۵    | ۰ | ۰ | ۵  | ۱۰۱ | ۱۶۲ | ۶۱- | ۰      | مرحله نیمه نهایی رده‌بندی ۹–۱۱ام |

| ۲۵ دی ۱۳۹۴ ۱۴:۰۰ | چین   | ۱۷–۲۱ | امارات متحدهٔ عربی | سالن شهر ورزشی خلیفه، شهرک عیسی |
| ۲۵ دی ۱۳۹۴ ۱۴:۰۰ | (۵–۹) |       |                   | سالن شهر ورزشی خلیفه، شهرک عیسی |
| ۲۵ دی ۱۳۹۴ ۱۴:۰۰ |       |       |                   | سالن شهر ورزشی خلیفه، شهرک عیسی |

| ۲۵ دی ۱۳۹۴ ۱۶:۰۰ | عربستان سعودی | ۲۶–۲۱ | ایران | سالن شهر ورزشی خلیفه، شهرک عیسی |
| ۲۵ دی ۱۳۹۴ ۱۶:۰۰ | (۱۲–۱۰)       |       |       | سالن شهر ورزشی خلیفه، شهرک عیسی |
| ۲۵ دی ۱۳۹۴ ۱۶:۰۰ |               |       |       | سالن شهر ورزشی خلیفه، شهرک عیسی |

| ۲۵ دی ۱۳۹۴ ۱۹:۳۰ | لبنان  | ۱۸–۴۱ | بحرین | سالن شهر ورزشی خلیفه، شهرک عیسی |
| ۲۵ دی ۱۳۹۴ ۱۹:۳۰ | (۷–۱۶) |       |       | سالن شهر ورزشی خلیفه، شهرک عیسی |
| ۲۵ دی ۱۳۹۴ ۱۹:۳۰ |        |       |       | سالن شهر ورزشی خلیفه، شهرک عیسی |

| ۲۷ دی ۱۳۹۴ ۱۵:۰۰ | امارات متحدهٔ عربی | ۱۷–۱۷ | عربستان سعودی | سالن شهر ورزشی خلیفه، شهرک عیسی |
| ۲۷ دی ۱۳۹۴ ۱۵:۰۰ | (۶–۷)             |       |               | سالن شهر ورزشی خلیفه، شهرک عیسی |
| ۲۷ دی ۱۳۹۴ ۱۵:۰۰ |                   |       |               | سالن شهر ورزشی خلیفه، شهرک عیسی |

| ۲۷ دی ۱۳۹۴ ۱۷:۰۰ | لبنان   | ۲۶–۳۱ | ایران | سالن شهر ورزشی خلیفه، شهرک عیسی |
| ۲۷ دی ۱۳۹۴ ۱۷:۰۰ | (۱۳–۱۶) |       |       | سالن شهر ورزشی خلیفه، شهرک عیسی |
| ۲۷ دی ۱۳۹۴ ۱۷:۰۰ |         |       |       | سالن شهر ورزشی خلیفه، شهرک عیسی |

| ۲۷ دی ۱۳۹۴ ۱۹:۰۰ | چین    | ۱۸–۴۱ | بحرین | سالن شهر ورزشی خلیفه، شهرک عیسی |
| ۲۷ دی ۱۳۹۴ ۱۹:۰۰ | (۷–۱۸) |       |       | سالن شهر ورزشی خلیفه، شهرک عیسی |
| ۲۷ دی ۱۳۹۴ ۱۹:۰۰ |        |       |       | سالن شهر ورزشی خلیفه، شهرک عیسی |

| ۲۹ دی ۱۳۹۴ ۱۵:۰۰ | ایران   | ۳۶–۱۸ | چین | سالن شهر ورزشی خلیفه، شهرک عیسی |
| ۲۹ دی ۱۳۹۴ ۱۵:۰۰ | (۱۷–۱۰) |       |     | سالن شهر ورزشی خلیفه، شهرک عیسی |
| ۲۹ دی ۱۳۹۴ ۱۵:۰۰ |         |       |     | سالن شهر ورزشی خلیفه، شهرک عیسی |

| ۲۹ دی ۱۳۹۴ ۱۷:۰۰ | عربستان سعودی | ۳۲–۱۳ | لبنان | سالن شهر ورزشی خلیفه، شهرک عیسی |
| ۲۹ دی ۱۳۹۴ ۱۷:۰۰ | (۱۶–۴)        |       |       | سالن شهر ورزشی خلیفه، شهرک عیسی |
| ۲۹ دی ۱۳۹۴ ۱۷:۰۰ |               |       |       | سالن شهر ورزشی خلیفه، شهرک عیسی |

| ۲۹ دی ۱۳۹۴ ۱۹:۰۰ | بحرین   | ۲۸–۲۶ | امارات متحدهٔ عربی | سالن شهر ورزشی خلیفه، شهرک عیسی |
| ۲۹ دی ۱۳۹۴ ۱۹:۰۰ | (۱۶–۱۳) |       |                   | سالن شهر ورزشی خلیفه، شهرک عیسی |
| ۲۹ دی ۱۳۹۴ ۱۹:۰۰ |         |       |                   | سالن شهر ورزشی خلیفه، شهرک عیسی |

| ۱ بهمن ۱۳۹۴ ۱۵:۰۰ | عربستان سعودی | ۳۴–۲۰ | چین | سالن شهر ورزشی خلیفه، شهرک عیسی |
| ۱ بهمن ۱۳۹۴ ۱۵:۰۰ | (۱۶–۸)        |       |     | سالن شهر ورزشی خلیفه، شهرک عیسی |
| ۱ بهمن ۱۳۹۴ ۱۵:۰۰ |               |       |     | سالن شهر ورزشی خلیفه، شهرک عیسی |

| ۱ بهمن ۱۳۹۴ ۱۷:۰۰ | امارات متحدهٔ عربی | ۲۷–۲۳ | لبنان | سالن شهر ورزشی خلیفه، شهرک عیسی |
| ۱ بهمن ۱۳۹۴ ۱۷:۰۰ | (۱۲–۱۶)           |       |       | سالن شهر ورزشی خلیفه، شهرک عیسی |
| ۱ بهمن ۱۳۹۴ ۱۷:۰۰ |                   |       |       | سالن شهر ورزشی خلیفه، شهرک عیسی |

| ۱ بهمن ۱۳۹۴ ۱۹:۰۰ | ایران  | ۱۶–۲۷ | بحرین | سالن شهر ورزشی خلیفه، شهرک عیسی |
| ۱ بهمن ۱۳۹۴ ۱۹:۰۰ | (۸–۱۳) |       |       | سالن شهر ورزشی خلیفه، شهرک عیسی |
| ۱ بهمن ۱۳۹۴ ۱۹:۰۰ |        |       |       | سالن شهر ورزشی خلیفه، شهرک عیسی |

| ۳ بهمن ۱۳۹۴ ۱۵:۰۰ | ایران   | ۳۴–۳۲ | امارات متحدهٔ عربی | سالن شهر ورزشی خلیفه، شهرک عیسی |
| ۳ بهمن ۱۳۹۴ ۱۵:۰۰ | (۱۵–۱۵) |       |                   | سالن شهر ورزشی خلیفه، شهرک عیسی |
| ۳ بهمن ۱۳۹۴ ۱۵:۰۰ |         |       |                   | سالن شهر ورزشی خلیفه، شهرک عیسی |

| ۳ بهمن ۱۳۹۴ ۱۷:۰۰ | چین     | ۲۸–۳۰ | لبنان | سالن شهر ورزشی خلیفه، شهرک عیسی |
| ۳ بهمن ۱۳۹۴ ۱۷:۰۰ | (۱۸–۱۵) |       |       | سالن شهر ورزشی خلیفه، شهرک عیسی |
| ۳ بهمن ۱۳۹۴ ۱۷:۰۰ |         |       |       | سالن شهر ورزشی خلیفه، شهرک عیسی |

| ۳ بهمن ۱۳۹۴ ۱۹:۰۰ | بحرین   | ۲۵–۲۴ | عربستان سعودی | سالن شهر ورزشی خلیفه، شهرک عیسی |
| ۳ بهمن ۱۳۹۴ ۱۹:۰۰ | (۱۵–۱۲) |       |               | سالن شهر ورزشی خلیفه، شهرک عیسی |
| ۳ بهمن ۱۳۹۴ ۱۹:۰۰ |         |       |               | سالن شهر ورزشی خلیفه، شهرک عیسی |

## رده بندی نهم تا یازدهم
|  | نیمه نهایی     | نیمه نهایی |    |  | ۹ام/۱۰ام       | ۹ام/۱۰ام |  |
|  |                |            |    |  |                |          |  |
|  | ۵ بهمن – منامه |            |    |  |                |          |  |
|  | سوریه          | ۲۴         |    |  |                |          |  |
|  | چین            | ۳۱         |    |  |                |          |  |
|  |                |            |    |  |                |          |  |
|  |                |            |    |  | ۷ بهمن – منامه |          |  |
|  |                |            |    |  | چین            | ۳۰       |  |
|  |                | لبنان      | ۲۳ |  |                |          |  |
|  |                |            |    |  |                |          |  |
|  |                |            |    |  |                |          |  |
|  |                |            |    |  |                |          |  |
|  |                |            |    |  |                |          |  |
|  | لبنان          |            |    |  |                |          |  |
|  | استراحت        |            |    |  |                |          |  |

### نیمه نهایی
| ۵ بهمن ۱۳۹۴ ۱۵:۰۰ | سوریه   | ۲۴–۳۱ | چین | خانه هندبال بحرین, منامه |
| ۵ بهمن ۱۳۹۴ ۱۵:۰۰ | (۱۳–۱۱) |       |     | خانه هندبال بحرین, منامه |
| ۵ بهمن ۱۳۹۴ ۱۵:۰۰ |         |       |     | خانه هندبال بحرین, منامه |

### مکان نهم
| ۷ بهمن ۱۳۹۴ ۱۵:۰۰ | چین     | ۳۰–۲۳ | لبنان | شهر ورزشی خلیفه, شهرک عیسی |
| ۷ بهمن ۱۳۹۴ ۱۵:۰۰ | (۱۰–۱۵) |       |       | شهر ورزشی خلیفه, شهرک عیسی |
| ۷ بهمن ۱۳۹۴ ۱۵:۰۰ |         |       |       | شهر ورزشی خلیفه, شهرک عیسی |

## رده‌بندی پنجم تا هشتم
|  | نیمه نهایی     | نیمه نهایی     |  |                | ۵ام/۶ام        | ۵ام/۶ام |  |
|  |                |                |  |                |                |         |  |
|  | ۵ بهمن – منامه |                |  |                |                |         |  |
|  |                |                |  |                |                |         |  |
|  |                |                |  |                |                |         |  |
|  |                |                |  |                |                |         |  |
|  |                |                |  |                | ۷ بهمن – منامه |         |  |
|  |                |                |  |                |                |         |  |
|  |                |                |  |                |                |         |  |
|  |                |                |  |                |                |         |  |
|  |                |                |  |                |                |         |  |
|  |                |                |  |                | ۷ام/۸ام        |         |  |
|  | ۵ بهمن – منامه | ۵ بهمن – منامه |  | ۷ بهمن – منامه | ۷ بهمن – منامه |         |  |
|  |                |                |  |                |                |         |  |
|  |                |                |  |                |                |         |  |

### نیمه نهایی
| ۵ بهمن ۱۳۹۴ ۱۷:۰۰ | ' | v | ' | خانه هندبال بحرین, منامه |
| ۵ بهمن ۱۳۹۴ ۱۷:۰۰ |   |   |   | خانه هندبال بحرین, منامه |
| ۵ بهمن ۱۳۹۴ ۱۷:۰۰ |   |   |   | خانه هندبال بحرین, منامه |

| ۵ بهمن ۱۳۹۴ ۱۹:۰۰ | ' | v | ' | خانه هندبال بحرین, منامه |
| ۵ بهمن ۱۳۹۴ ۱۹:۰۰ |   |   |   | خانه هندبال بحرین, منامه |
| ۵ بهمن ۱۳۹۴ ۱۹:۰۰ |   |   |   | خانه هندبال بحرین, منامه |

### ۷ام/۸ام
| ۷ بهمن ۱۳۹۴ ۱۷:۰۰ | ' | v | ' | شهر ورزشی خلیفه, شهرک عیسی |
| ۷ بهمن ۱۳۹۴ ۱۷:۰۰ |   |   |   | شهر ورزشی خلیفه, شهرک عیسی |
| ۷ بهمن ۱۳۹۴ ۱۷:۰۰ |   |   |   | شهر ورزشی خلیفه, شهرک عیسی |

### ۵ام/۶ام
| ۷ بهمن ۱۳۹۴ ۱۹:۰۰ | ' | v | ' | شهر ورزشی خلیفه, شهرک عیسی |
| ۷ بهمن ۱۳۹۴ ۱۹:۰۰ |   |   |   | شهر ورزشی خلیفه, شهرک عیسی |
| ۷ بهمن ۱۳۹۴ ۱۹:۰۰ |   |   |   | شهر ورزشی خلیفه, شهرک عیسی |

## دور نهایی
|  | نیمه نهایی         | نیمه نهایی         |  |                    | کسب مدال طلا       | کسب مدال طلا |  |
|  |                    |                    |  |                    |                    |              |  |
|  | ۶ بهمن – شهرک عیسی |                    |  |                    |                    |              |  |
|  |                    |                    |  |                    |                    |              |  |
|  |                    |                    |  |                    |                    |              |  |
|  |                    |                    |  |                    |                    |              |  |
|  |                    |                    |  |                    | ۸ بهمن – شهرک عیسی |              |  |
|  |                    |                    |  |                    |                    |              |  |
|  |                    |                    |  |                    |                    |              |  |
|  |                    |                    |  |                    |                    |              |  |
|  |                    |                    |  |                    |                    |              |  |
|  |                    |                    |  |                    | کسب مدال برنز      |              |  |
|  | ۶ بهمن – شهرک عیسی | ۶ بهمن – شهرک عیسی |  | ۸ بهمن – شهرک عیسی | ۸ بهمن – شهرک عیسی |              |  |
|  |                    |                    |  |                    |                    |              |  |
|  |                    |                    |  |                    |                    |              |  |

### نیمه نهایی
| ۶ بهمن ۱۳۹۴ ۱۶:۰۰ | ' | v | ' | شهر ورزشی خلیفه, شهرک عیسی |
| ۶ بهمن ۱۳۹۴ ۱۶:۰۰ |   |   |   | شهر ورزشی خلیفه, شهرک عیسی |
| ۶ بهمن ۱۳۹۴ ۱۶:۰۰ |   |   |   | شهر ورزشی خلیفه, شهرک عیسی |

| ۶ بهمن ۱۳۹۴ ۱۸:۰۰ | ' | v | ' | شهر ورزشی خلیفه, شهرک عیسی |
| ۶ بهمن ۱۳۹۴ ۱۸:۰۰ |   |   |   | شهر ورزشی خلیفه, شهرک عیسی |
| ۶ بهمن ۱۳۹۴ ۱۸:۰۰ |   |   |   | شهر ورزشی خلیفه, شهرک عیسی |

### کسب مدال برنز
| ۸ بهمن ۱۳۹۴ ۱۶:۰۰ | ' | v | ' | شهر ورزشی خلیفه, شهرک عیسی |
| ۸ بهمن ۱۳۹۴ ۱۶:۰۰ |   |   |   | شهر ورزشی خلیفه, شهرک عیسی |
| ۸ بهمن ۱۳۹۴ ۱۶:۰۰ |   |   |   | شهر ورزشی خلیفه, شهرک عیسی |

### کسب مدال طلا
| ۸ بهمن ۱۳۹۴ ۱۸:۰۰ | ' | v | ' | شهر ورزشی خلیفه, شهرک عیسی |
| ۸ بهمن ۱۳۹۴ ۱۸:۰۰ |   |   |   | شهر ورزشی خلیفه, شهرک عیسی |
| ۸ بهمن ۱۳۹۴ ۱۸:۰۰ |   |   |   | شهر ورزشی خلیفه, شهرک عیسی |

## رده‌بندی نهایی
| رده | تیم           |
| --- | ------------- |
| 1   | قطر           |
| 2   | بحرین         |
| 3   | ژاپن          |
| ۴   | عربستان سعودی |
| ۵   |               |
| ۶   |               |
| ۷   |               |
| ۸   |               |
| ۹   |               |
| ۱۰  |               |
| ۱۱  |               |

|  | جواز حضور در مسابقات قهرمانی هندبال مردان جهان ۲۰۱۷ |

## جستجار وابسته
- فدراسیون هندبال